# Mihail Filimon
Mihail Filimon (născut Maricel Filimon; n. 25 ianuarie 1964, Matca, județul Galați) este un episcop român, membru al Sfântului Sinod al Bisericii Ortodoxe Române. 

## Biografie
Preasfințitul Mihail s-a născut la data de 25 ianuarie 1964, din părinții ortodocși Ioan și Ileana, în localitatea Matca - județul Galați. După terminarea școlii generale și a gimnaziului, a urmat cursurile liceale în orașul Tecuci, județul Galați, între anii 1978 - 1982.
În luna octombrie a anului 1984 a intrat la Mănăstirea Cernica din Arhiepiscopia Bucureștilor, fiind închinoviat și apoi, la 7 ianuarie 1986, cu aprobarea patriarhului Iustin Moisescu, a fost uns în monahism, primind numele Mihail.
Din vara anului 1986 a fost transferat la Mănăstirea Curtea de Argeș, unde a îndeplinit ascultările de gestionar custode sală, casier, diacon și apoi preot slujitor. În anul 1987, în urma examenului de admitere pe care l-a susținut la Institutul Teologic Universitar din Sibiu, a fost admis și a urmat cursurile de zi ale acestui Institut Teologic pe care le-a absolvit în anul 1991, susținând teza de licență cu titlul: „Preocupări privind canonizarea sfinților români în trecut și astăzi”. În acest timp a fost hirotonit de episcopul Calinic Argatu pe seama Mănăstirii Curtea de Argeș ca ierodiacon, la data de 18 aprilie 1987, și ieromonah, la 11 septembrie 1988. La 8 noiembrie 1991 a fost hirotesit protosinghel de episcopul Casian Crăciun.
În toamna anului 1991 a susținut examenul de admitere pentru cursurile de doctorat în Teologie, fiind admis la secția Sistematică, Specialitatea Teologie Dogmatică și Simbolică, lucrând sub îndrumarea pr. prof. dr. Ioan Ica, susținând toate examenele pentru cei trei ani, la Sibiu (1992-1994) și Cluj (1994-1995). După înființarea Eparhiei Argeșului și Teleormanului, și-a reluat activitatea fostul Seminar Teologic al Argeșului, iar în aceste condiții a fost numit profesor la catedra de Vechiul și Noul Testament, activând la Seminarul Teologic din Turnu Măgurele, județul Teleorman, în anul școlar 1991-1992. În anul școlar 1992-1993 (luna februarie), a funcționat la aceeași catedră la Seminarul Teologic din Pitești.
În anul 1992 patriarhul Teoctist l-a recomandat Sfântului Sinod al Bisericii Ortodoxe a Greciei pentru a primi o bursă de studii postuniversitare. Astfel, în luna februarie 1993 a urmat cursurile pentru limba greacă la Facultatea de Filologie a Universității Aristotel din Salonic. La 9 iunie 1993 i s-a aprobat cererea la Facultatea de Teologie, Universitatea Aristotel din Tesalonic, prin care cerea înscrierea în rândul candidaților la titlul de doctor în teologie. A lucrat sub îndrumarea următorilor profesori: prof. univ. dr. Ioan Kongulis, îndrumător principal, prof. univ. dr. Hristos Vasilopulos și pr. prof. univ. dr. Vasile Kaliakmanis. Teza de doctorat pe care a elaborat-o are ca temă: „Slujirea catehetică a Bisericii Ortodoxe Sobornicești din Romînia în secolul al XX-lea”.
Sfântul Sinod al Bisericii Ortodoxe Române, în ședința de lucru din 8-9 decembrie 1994, i-a acordat rangul de arhimandrit, fiind hirotesit la 22 ianuarie 1995. După revenirea sa de la Tesalonic, începând cu 1 octombrie 1999, a fost încadrat prin concurs, conform specializării, în postul de lector la catedra de Pedagogie Creștină din cadrul secției Teologie Pastorală a Facultății de Teologie Ortodoxă „Sfânta Filofteia” a Universității Pitești. De la 1 noiembrie 1999, a fost numit consilier cu probleme de învățământ teologic și religios în Eparhia Argeșului și Muscelului, prin decizia nr. 157/19.11.1999, dată de Preasfințitul Episcop Calinic al Argeșului. De asemenea, începând cu 1 septembrie 2000, prin decizia nr. 298/24.11.2000, a fost numit în postul de inspector școlar la specialitatea Religie, lucrând în cadrul compartimentului “Curriculum și inspecție școlară” din Inspectoratul Școlar Județean Argeș.
La 23 aprilie 2003, a fost chemat la mănăstirea ortodoxă română „Înălțarea Domnului” din Detroit, Statele Unite ale Americii, iar în data de 27 iulie 2003 a fost ales de către obștea mănăstirii în ascultarea de stareț, fiind mai apoi confirmat și instalat cu binecuvântarea Înalt Preasfințitului Arhiepiscop Nathaniel al Detroitului. La chemarea Preafericitului părinte Daniel, s-a întors la București, fiind numit, de la 1 ianuarie 2008, în funcția de vicar administrativ al Arhiepiscopiei Bucureștilor.
La 5 martie 2008 a fost ales în scaunul de episcop al Episcopiei Ortodoxe Române a Australiei și Noii Zeelande de către Sfântul Sinod al Bisericii Ortodoxe Române. Slujba de întronizare a avut loc în Duminica Floriilor, pe 20 aprilie 2008, la Catedrala Patriarhală din București, și a fost întronizat la sărbătorirea hramului Catedralei Episcopale Sfinții Petru și Pavel din Melbourne.